# Евангельская вера
«Евангельская вера» — журнал, печатный орган евангельских христиан (прохановцев). Издавался в 1931—1940 годах за пределами СССР — в США, Германии, Эстонии. Заявлялся как ежемесячный журнал, однако часто выходил совмещёнными сразу за несколько месяцев номерами.

## История
Предшественником «Евангельской веры», как печатного органа русских евангельских христиан за границей, был журнал «The Gospel in Russia», основанный Иваном Прохановым во время одной из заграничных поездок, и издававшийся в 1925—1928 годах в США. Журнал под названием «Евангельская вера» был основан Прохановым в 1931 году после эмиграции из СССР. Финансовую поддержку журналу оказывал миссионерский союз «Свет на Востоке» (Германия).
«Евангельская вера» начал издаваться в Нью-Йорке, в 1932 году издательство было переведено в Берлин. К 1935 году журнал рассылался в 36 стран мира, где были общины русскоязычных евангельских христиан или отдельные читатели.
Из-за финансовых сложностей журнал, который заявлялся как ежемесячный, стал выходить раз в два месяца. Позднее это рассматривалось в качестве одной из причин, почему он не в полной мере справлялся с отведённой ему ролью связующего звена между рассеянными по миру общинами евангельских христиан. Большой потерей для издания стала смерть Ивана Проханова, который не только редактировал его, но и был автором статей.
В ноябре 1937 года в Данциге состоялось совещание Совета Всеобщего союза евангельских христиан (так на тот момент назывался «Всемирный союз евангельских христиан»), на котором было принято решение о переносе редакции из Берлина в Эстонию. Редактирование и издание журнала поручили Александру Мартовичу Сарапик.

## Содержание
Очевидно, одной из основных задач журнала (помимо духовного назидания верующих) было объединение общин и групп евангельских христиан (прохановцев) в единую организацию мирового масштаба — Всемирный союз евангельских христиан. Не случайно журнал имел статус «Орган ЗОВСЕХ, ВСЕХ и Всемирного Евангельского Движения (Союза)» (ноябрь 1932 г.) (в некоторых других номерах журнала его заявленный статус слегка варьировался, сохраняя основной смысл). 
Журнал стал своеобразной площадкой для самоидентификации движения евангельских христиан. Для большего сплочения верующих в журнале отсутствовало обсуждение политических вопросов, не было полемики на «острые темы». Журнал соглашался с различными формами существования евангельских христиан в Европе и США в неодинаковых политических условиях и со сдержанностью описывал жизнь единоверцев в СССР (чем сильно отличался от многих религиозных изданий Запада). Лишь время от времени журнал публиковал заметки, например, о сложностях работы в Румынии из-за политики местных властей или трудностях американских миссионеров в различных уголках планеты. 
Со страниц журнала лидеры движения обратились ко всем христианам мира с документом под заголовком «Клич воскресения». Основная идея этого документа заключалась в тезисе о том, что причиной мирового религиозного упадка стало отступление от апостольского учения (как его понимали авторы). Авторы также провозгласили самобытность российского версии мирового евангельского движения.
Журнал публиковал проповеди и лекции Ч. Г. Сперджена, В. Ф. Марцинковского, ряда русских проповедников. Также в журнале отводилось место материалам для детей и юношества, методическим материалам по библеистике, духовной поэзии.
Немецкий историк Вильгельм Кале отметил, что евангельские общины за рубежом жили достаточно изолированно от местного общества, особенно в Польше. Поэтому в журнале не ощущался тот характерный миссионерский пыл, которым отличался журнал «Христианин» в СССР, апеллировавший к неевангельскому обществу. Журнал «Евангельская вера», напротив, был адресован всё более сужающемуся кругу единоверцев, что отражалось в его публикациях — в нём было гораздо меньше материалов апологетического и катехизационного характера.
Большую ценность для исследователей представляют опубликованные в «Евангельской вере» биографические материалы об И. С. Проханове (особенно о его последних годах жизни), «Завещание брата И. С. Проханова», статьи о создании и первых годах развития Всемирного союза евангельских христиан, о жизни русских евангельских общин в эмиграции.

## Комментарий
1. ↑  ЗОВСЕХ — Зарубежный отдел Всесоюзного совета евангельских христиан